# Gjergj Volaj
Gjergj Volaj (Shiroke, 21 settembre 1904 – Scutari, 3 aprile 1948) è stato un vescovo cattolico albanese.

## Biografia
Era il figlio maggiore del pescatore Lazër Volaj. Studiò al Collegio di san Francesco Saverio a Scutari, e si recò a studiare teologia a Padova. Il 27 giugno 1930 fu ordinato sacerdote dall'arcivescovo Lazër Majda. Dopo l'ordinazione, venne inviato nelle parrocchie di Mali e Jushit e dal 1936 a Shkrel.
L'8 settembre 1940 fu ordinato vescovo e destinato alla Diocesi di Sapë. A quel tempo aveva 36 anni ed era il più giovane vescovo cattolico del mondo. Fino al 1944, la sua residenza fu a Zadrimë nei pressi di Scutari. Nel 1944, la sua residenza fu distrutta e saccheggiata dai partigiani comunisti e Volaj si rifugiò nel villaggio di Nenshat.
Il 26 maggio 1946 presiedette la cerimonia funebre dell'arcivescovo Gasper Thaçi. Nonostante gli ostacoli posti dalle autorità comuniste, la processione funebre attraversò il centro di Scutari e il vescovo Volaj pronunciò un'omelia in cui fece appello ai fedeli per preservare la fede cattolica e al governo per fermare la persecuzione. Nel gennaio del 1947 fu arrestato dagli ufficiali della Sigurimi e accusato di impegnarsi in propaganda ostile anti comunista. Dopo un breve processo, venne condannato a morte e giustiziato per fucilazione a Scutari. Volaj fu l'ultimo vescovo della diocesi di Sapa durante il periodo comunista.

## Genealogia episcopale
La genealogia episcopale è:
- Cardinale Scipione Rebiba
- Cardinale Giulio Antonio Santori
- Cardinale Girolamo Bernerio, O.P.
- Arcivescovo Galeazzo Sanvitale
- Cardinale Ludovico Ludovisi
- Cardinale Luigi Caetani
- Cardinale Ulderico Carpegna
- Cardinale Paluzzo Paluzzi Altieri degli Albertoni
- Papa Benedetto XIII
- Papa Benedetto XIV
- Papa Clemente XIII
- Cardinale Marcantonio Colonna
- Cardinale Giacinto Sigismondo Gerdil, B.
- Cardinale Giulio Maria della Somaglia
- Cardinale Carlo Odescalchi, S.I.
- Cardinale Costantino Patrizi Naro
- Cardinale Lucido Maria Parocchi
- Papa Pio X
- Papa Benedetto XV
- Cardinale Willem Marinus van Rossum, C.SS.R.
- Arcivescovo Giuseppe Nogara
- Arcivescovo Leone Giovanni Battista Nigris
- Vescovo Gjergj Volaj